# SKV Mörfelden
Die SKV Mörfelden ist der älteste Sportverein in der Doppelstadt Mörfelden-Walldorf.
Die Farben des Vereins sind Blau und Weiß. Der Verein hat 22 Abteilungen. Mit mehr als 4000 Mitgliedern (Stand Juni 2025) gehört der Verein zu den zehn größten Vereinen in Hessen.

## Anfänge des Vereins
Am 16. November 1945 wurde die Sport- und Kulturvereinigung 1879 e. V. Mörfelden ins Leben gerufen. Die Gründungsversammlung fand im damaligen Gasthaus Zur Ludwigshalle, im Volksmund Sattler genannt, statt. Aus den vor dem Zweiten Weltkrieg zahlreichen Vereinen, welche im Dritten Reich zerschlagen wurden, konnte ein gemeinsamer Sport- und Kulturverein gegründet werden.
Vorgängervereine der SKV Mörfelden
- Turnverein 1863 Mörfelden (bis 1880)
- Turnverein 1880 e. V. Mörfelden
- Turnverein "Frankonia" 1904 (Auflösung 1918)
- Turngemeinde 1885 Mörfelden (Auflösung 1910)
- Gesangverein "Eintracht" 1863 (Auflösung 1933)
- Arbeiter-Gesangverein "Eintracht" 1875 (Auflösung 1928)
- Gesangverein "Eintracht" 1879
- Arbeiter-Gesangverein "Frohsinn" 1885
- Arbeiter-Gesangverein "Vorwärts" 1899 (Auflösung 1929)
- Freie Turn- und Sängervereinigung 1900 (ehemals Turngesellschaft)(Auflösung 1933)
- Fußballverein 1919 ("Die Löwen", Vereinigung mit "Freie Turn- und Sängervereinigung" im Jahre 1928)
- Sportverein "Germania 09"
- Radfahrerclub Vorwärts 1900 Mörfelden (Auslösung 1922)
- Radsportverein 1926 Mörfelden (Auflösung 1933)

## Abteilungen
| Akkordeon         | Folklore  | Karate         | Trampolin                   |
| Badminton         | Fußball   | Kegeln         | Triathlon                   |
| Behinderten-Sport | Gesang    | Leichtathletik | Turnen, Gymnastik & Parkour |
| Blasorchester     | Handball  | Schwimmen      | Volleyball                  |
| Cricket           | Herzsport | Step-by-Step   |                             |
| Fitnessstudio     | JMC Dance | Tanzen         |                             |

## Gründungsjahre der Abteilungen
Die einzelnen Abteilungen ermitteln ihr Gründungsjahr aus dem für sie relevanten Vorgängerverein, falls Abteilung vor 1945 schon bestanden hat.
| - Fußball: 1909 - Handball: 1926 - Schwimmen (ehem. Wassersport): 1928 (Auflösung 1960, Neugründung 1964) - Gesang: 1879 - Radsport: 1900 - Turnen: 1880 - Kegeln: 1936 - Judo: 1968 - Folklore: 1976 - Volleyball: 1973 - Leichtathletik: 1945 | - Badminton: 1986 - Blasorchester: 1950 - Herzsport: 1984 - Wintersport: 1974 - Fitnessstudio: 2010 - Triathlon: 2013 - Akkordeon: 1968 - Jazz und Modern Dance: 2011 (vormals Teil Turnen&Gymnastik) - Cricket: 2013 - Step-by-Step: 2023 |

## Chronik der Sport und Kulturvereinigung 1879 e.V. Mörfelden
| 1945 | Wenige Tage nach der Befreiung durch die Amerikaner am 25. März 1945 wurden Peter Klingler als Bürgermeister und Ludwig Schulmeyer XX. als Chef der Ortspolizei Mörfelden eingesetzt. Nach verschiedenen Gesprächen fand am 10. Juni die 1. Sitzung im Polizeibüro des Rathauses zur Bildung eines vorläufigen Sportausschusses statt. Auszüge aus dem Protokoll dieser Sitzung zeigen die Motivation zur Gründung des Vereins: Um einem dringenden Bedürfnis nach sportlicher Betätigung unserer Jugend Rechnung zu tragen, sah sich die hiesige Polizeiverwaltung veranlasst, einen diesbezüglichen Antrag bei der Militärregierung einzureichen. Dem Antrag wurde behördlicherseits zugestimmt. Es fand am 10. Juni die erste Sitzung im Polizeibüro statt. Anwesend waren Vertreter aus allen örtlichen Sportvereinen sowie auch der übrigen Vereine verschiedener Betätigung. (…) Festgelegt wurde, dass in unserer Gemeinde nur ein Verein gebildet wird. Die Auffassung hierüber war einstimmig. Der Verein erhält den Namen Sport- und Kulturvereinigung Mörfelden. Mitglied kann jeder antinazistisch eingestellte Einwohner (ohne Unterschied des Alters) werden. Insbesondere die Jugend soll sich eifrig an dem neu aufbauenden Verein beteiligen. Am 16. November 1945 fand als Abschluss der Vorgespräche die Gründungsversammlung der SKV im Saal der Gaststätte „Zur Ludwigshalle“, Langener Straße 15, Mörfelden, statt. Bis heute finden sich an dieser Adresse das SKV Vereinsheim sowie die Geschäftsstelle. |
| 1946 | Der Sportplatz am „Grünen Haag“ wurde am 3. Februar von der Besatzung als Lagerungsgelände für Munition in Anspruch genommen. Am 16. März erfolgte die Freigabe des Sportplatzes zu Trainingszwecken. Das Gesetz zur Befreiung von Nationalismus und Militarismus betraf alle Personen über 18 Jahren; jeder musste einen Fragebogen mit 131 Fragen ausfüllen. Alle Veranstaltungen der SKV unterlagen der Genehmigungspflicht der US-Militärregierung. Kontrolliert wurde auch der Verlauf der Übungsstunden. Auszug aus einem Antrag der Abteilung Gesang vom 6. Januar 1946: „Der unterzeichnete Kulturausschuss bittet die Militärregierung um die Erlaubnis, die Volks- und Heimatlieder wieder singen zu dürfen. Zu diesem Zwecke bitten wir um die Genehmigung von Gesangsstunden, in denen die Mörfelder Sänger, unter Ausschaltung von belasteten Nazis, den Gesang wieder pflegen und fördern können.“ Ein Unterhaltungsabend und eine Weihnachtsfeier im Volkshaus Mörfelden waren die ersten Veranstaltungen der SKV. |
| 1947 | Der Hessische Landessportbund (damals noch Sportverband) wurde am 12.–13. Juli 1947 im Mörfelder Volkshaus gegründet. Das Motto der Veranstaltung hat bis heute nichts an Aktualität verloren: „Der deutsche Sport bekennt sich zur Demokratie“. Die Ausrichtung dieses 1. Verbandstages war der Höhepunkt für die SKV Mörfelden in diesem Jahr. |
| 1950 | Die SKV Mörfelden hat einen Pachtvertrag mit dem Land geschlossen, da das Sportgelände am Grünen Haag als Bauland für Heimatvertriebene benötigt wurde. Es erfolgte die Grundsteinlegung für das Waldstadion. |
| 1953 | Die Einweihung des Waldstadions verbunden mit dem 2. Bezirks-Turn- und Sportfest stand im Mittelpunkt des Jahres. Die Abteilung Radsport startete das 1. Mörfelder Dreiecksrennen. |
| 1955 | Der vom Turnverein Mörfelden überlassene Turn- und Sportplatz an der Wernertanne wurde an ein Mörfelder Bauunternehmen verkauft. |
| 1964 | Die Abteilung Wassersport wurde im Volkshaus durch Wolfgang Weil neu gegründet, nachdem sie 1960 wegen mangelnder Beteiligung geschlossen worden war. |
| 1966 | Um mehr Trainingszeiten zu erhalten, wurde im Waldstadion eine Flutlichtanlage installiert. |
| 1971 | Beginn der regelmäßigen Durchführung von Sommerfesten im Waldstadion. Die Kommission „Neue Wege“ wurde eingesetzt mit dem Auftrag, Wege für die Weiterentwicklung zu einem modernen Verein aufzuzeigen. |
| 1973 | Aufgrund des Schlussberichtes der „Neue-Wege-Kommission“ beschloss der Vorstand der SKV eine neue Satzung. Die Wassersportabteilung wurde neu gegründet. Eine Initiative von Interessenten führte zur Gründung der Abteilung Volleyball. Die 1968 bei den Kickers gegründeten Judoka wechselten zur SKV. |
| 1974 | Das Sportlerheim im Waldstadion wurde mit einem Festprogramm eingeweiht. |
| 1975 | Für die geschlossenen Kegelbahnen „Frankfurter Hof“ wurde die „Keglerklause“ eingeweiht. |
| 1976 | Die Sportabteilungen der SKV erfuhren eine weitere Belebung durch die Einweihung der Kurt-Bachmann-Halle. |
| 1977 | Die SKV Mörfelden wurde Mitglied im Freiburger Kreis. |
| 1978 | Einweihung der Tennisplätze auf dem Gelände des Waldstadions. |
| 1980 | Der „Vatertag im Dreiklang“ wurde als Gemeinschafts-Veranstaltung der Abteilungen Gesang, Akkordeon und Blasorchester ins Leben gerufen. Ab 1988 wurde er mit einem Spielfest verbunden. |
| 1981 | Die Kulturabteilungen führen ihr erstes gemeinsames Adventskonzert durch. Die Abteilung Radsport nahm das Einradfahren wieder ins Sportprogramm auf. |
| 1982 | Die Gruppen Radwandern und Tourenfahren wurden gegründet und als Gruppen in die Abteilung Radsport integriert. |
| 1983 | Eine außerordentliche Mitgliederversammlung billigte den Kauf des Anwesens „Sattler“ in der Langener Straße 15. |
| 1988 | Verleihung der Sportplakette des Bundespräsidenten an die SKV. |
| 1994 | Eröffnung der umgebauten Gaststätte „Sattler“ als neues Vereinsheim der SKV. Das Anwesen wurde in fast 10-jähriger Bauzeit von den Mitgliedern in Eigenhilfe umgestaltet. Gearbeitet wurde fast nur an Samstagen. Insgesamt leisteten die Mitglieder ca. 45.000 Stunden ehrenamtliche Arbeit. |
| 2001 | Einweihung der neuen Leichtathletik-Anlage im Waldstadion |
| 2010 | Einweihung des neuen Sportzentrums mit Fitnessstudio in der Feststraße 18 c. |

## Vereinsvorsitzende
Eine chronologische Übersicht über alle Vorsitzende des Vereins seit Gründung.
| Amtszeit  | Vorsitzender        |
| --------- | ------------------- |
| 1945–1948 | Georg Reviol        |
| 1948–1954 | Ludwig Schulmeyer   |
| 1954–1969 | Rudolf Ohly         |
| 1969–1979 | Heinrich Schulmeyer |
| 1979–1998 | Reinhold Dechert    |
| 1998–2005 | Helmut Küchler      |
| 2005–2025 | Richard Krichbaum   |
| seit 2025 | Andi Reisner        |

## Liegenschaften des Vereins
Waldstadion
Das Waldstadion wurde mit Unterstützung der öffentlichen Hände durch den Verein erbaut und im Jahre 1953 eingeweiht. Im Jahre 1974 errichtete die Stadt Mörfelden-Walldorf das Sportlerheim auf dem Stadiongelände. Dieses Gebäude beherbergt insbesondere die Umkleiden und Duschen, bietet aber auch Trainingsräume für Aikido und ist die Heimat der Fußballabteilung.
In den Jahren 2000 und 2001 wurde die Hauptsportanlage, die Starkenburg-Kampfbahn, renoviert und mit neuen Geräten ausgestattet. Es wurde eine Anlage für die Leichtathletik vom Typ B in Kunststoffausführung errichtet.
Folgende Außensportanlagen sind vorhanden:
3 Rasen-Großspielfelder sowie 1 Kunstrasen-Platz, 400m-Kunststoff-Laufbahn (6 Bahnen), weitere leichtathletische Anlagen: Hoch-, Stabhoch-, Weit-, Drei-Sprung, Kugelstoß, Diskus, Speer, Hürden-, Hindernislauf

Vereinsheim zum Sattler
Der Blickfang im Herzen von Mörfelden beherbergt neben dem Restaurant „Wirtshaus Zum Sattler“ auch die SKV-Geschäftsstelle. Nach dem Erwerb des Anwesens wurde dieses mit einem erheblichen Aufwand in Eigenhilfe umgebaut, saniert und erweitert. Die Arbeiten, die wegen der ehrenamtlich tätigen Vereinsmitglieder üblicherweise nur an den Samstagen stattfanden, dauerten von Mai 1985 bis Oktober 1994.
Die Räumlichkeiten des Hauses, werden von kulturellen und sportlichen Abteilungen des Vereins genutzt. Im sportlichen Bereich finden hier insbesondere Angebote der Gesundheits-Gymnastik und des Tanzes statt, die kulturellen Abteilungen halten ihren Übungsbetrieb vollständig im „Sattler“ ab.
Der SKV-Jugendausschuss hat einen eigenen Raum im Haus. Für Besprechungen steht ein separates Sitzungszimmer zur Verfügung.
SKV Sport- & Gesundheitszentrum
Seit März 2010 betreibt die SKV Mörfelden ein eigenes Fitnessstudio. Mit zirka 1.000 Mitgliedern gehört es zu den größten Abteilungen des Vereins. Das Fitnessstudio bietet einen vielfältigen Geräteparcours und mit über 50 Kursstunden pro Woche ein umfangreiches Kursprogramm.
In den Kursräumen finden zudem zahlreiche von den Krankenkassen geförderte Reha-Sportkurse statt. Die SKV Mörfelden gehört zu den größten Reha-Sport-Anbietern im Kreis Groß-Gerau.